# Opsonisering
Opsonisering betyder att immunförsvarets proteiner, främst antikroppar och komplementproteiner (främst C3b), fästs på en patogens (eller annan strukturs) yta i syfte att göra det lättare för immunförsvarets fagocyter (till exempel makrofager) att fagocytera patogenen.